# Michael Well

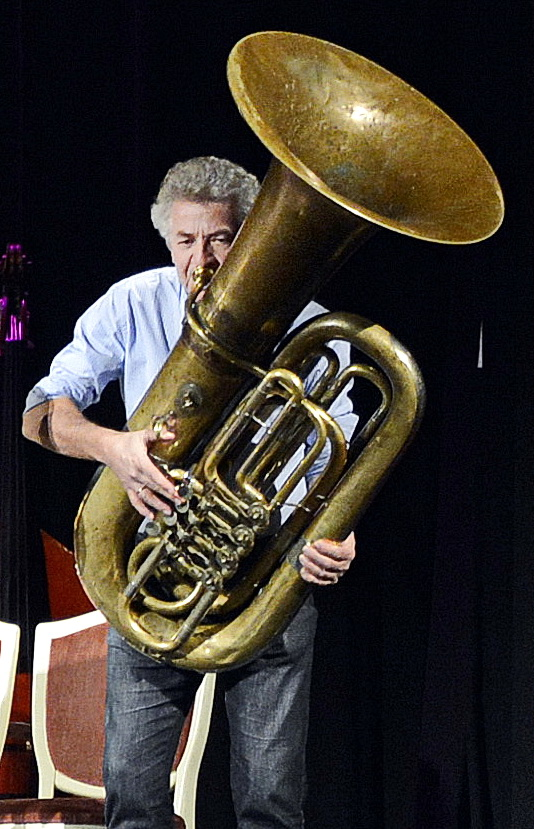
Michael Well, 2014

Michael Well (* 10. Oktober 1958 in Günzlhofen) ist ein bayerischer Musiker. Er ist bekannt als Mitglied der mittlerweile aufgelösten Biermösl Blosn.

## Leben
Michael Well wuchs in der 17-köpfigen Familie des Schulmeisters Hermann Well und seiner Frau Gertraud aus dem Dorf Günzlhofen bei Fürstenfeldbruck auf; er ist das 13. von 15 Kindern. Nach der Ausbildung zum Erzieher folgte kurzzeitig ein Studium der Sozialpädagogik. Er ist aber auch ausgebildeter Solotubist und Baritonist. Die Biermösl Blosn begann 1976 mit Volksmusikauftritten, wie sie sie schon zuvor unter Anleitung ihres Vaters absolviert hatte. Die aus Christoph, Michael und Hans Well bestehende Musikgruppe verband bayerische Volksmusik (Stubnmusi) und Mundart mit politischen und satirischen Texten und kann daher zum Bereich der sogenannten Neuen Volksmusik gerechnet werden. Sie erlangte bundesweite Bekanntheit, als sie 1981 – „versehentlich“ zum traditionellen Maibockanstich im Münchner Hofbräuhaus eingeladen – die Regierungspartei CSU in Zusammenhang mit der Massenverhaftung von Nürnberg vor den versammelten Ministern und Landtagsabgeordneten scharf kritisierten und so einen politischen Eklat verursachten. Die Biermösl Blosn arbeitete häufig mit Gerhard Polt zusammen, trat gelegentlich in der ARD-Sendung Scheibenwischer auf und war in den folgenden drei Jahrzehnten kritischer Wegbegleiter der bayerischen Politik. Am 18. Januar 2012 fand der letzte Auftritt statt. Die Gruppe hatte sich nach internen Differenzen aufgelöst. Michael und Christoph Well starteten im Februar 2012 in den Münchner Kammerspielen mit einem Hausmusikabend unter Franz Wittenbrinks Regie, zusammen mit ihren Schwestern Moni, Vroni und Burgi der Gruppe Wellküren. Diese Formation tritt seitdem unter der Bezeichnung Geschwister Well auf. Außerdem gründete er mit Christoph und Karl Well zusammen die Gruppe „Wellbrüder aus‘m Biermoos“, die in Besetzung und Stil der Biermösl Blosn auch mit Gerhard Polt auftritt. Eine Biographie der Biermösl Blosn aus Sicht von Michael und Christoph Well unter dem Titel „Biermösl Blosn – Tokio – Kapstadt – Hausen“ erschien Anfang April 2013.
Er ist Erstunterzeichner des in der Zeitschrift Emma veröffentlichten Offenen Briefs an Bundeskanzler Scholz vom 29. April 2022, der sich gegen Waffenlieferungen an die Ukraine nach dem russischen Überfall auf die Ukraine ausspricht.

## Dokumentationen
Zeitzeugeninterviews mit Michael Well (Haus der Bayerischen Geschichte 2016)
- Kindheit in der Großfamilie; musikalische Prägung durch den Vater; erste Bühnenerfahrungen[5]
- Gründungsgeschichte und Anfänge der Biermösl Blosn 1976 in München[6]
- politische Lage in Bayern in den 1980er-Jahren; Aufgreifen politischer Themen in den Texten der "Biermösl Blosn"[7]
- Auftritte der Biermösl Blosn im Rahmen des Protests gegen den Bau der Wiederaufarbeitungsanlage Wackersdorf[8]
- Galionsfiguren der Protestbewegung gegen den Bau der Wiederaufarbeitungsanlage in Wackersdorf; Einschnitt durch die Nuklearkatastrophe von Tschernobyl 1986[9]
- thematische Schwerpunkte in den Texten der Biermösl Blosn[10]
- Umgang mit Flüchtlingen und Asylbewerbern während der 1990er-Jahre und im Jahr 2015[11]